# Mont Foresta
Le mont Foresta, Mount Foresta en anglais, est une montagne de la chaîne Saint-Élie en Alaska située dans le parc national de Wrangell–Saint-Élie.

## Toponymie
Le mont Foresta a été nommé en hommage à Foresta Hodgson Wood (1904-1951), responsable de la planification logistique du projet Snow Cornice de l'Arctic Institute of North America (en). Walter Wood apprend le 27 juin 1951 lors de son ascension du mont Alverstone le décès accidentel de son épouse Foresta et de leur fille Valerie F. Wood (1933-1951) dans un accident d'avion.

## Géographie

### Situation
Le mont Foresta s'élève à l'ouest du glacier Hubbard, à 19 km au nord-ouest du mont Seattle, à 23 km au sud-est du mont Vancouver et à 74 km au nord de Yakutat.

### Climat
D'après la classification climatique de Köppen, le mont Foresta est situé dans une zone climatique subarctique avec de longs hivers froids et neigeux et des étés frais.

## Histoire
La première ascension du mont Foresta est effectuée le 24 juillet 1979 par Fred Beckey, Rick Nolting, John Rupley et Craig Tillery.